# Belga Haditengerészet

Belgium haditengerészetének zászlaja

A Belga Haditengerészet, illetve jelenlegi elnevezésének megfelelően a Belga Fegyveres Erők Tengeri Komponense (hollandul: Marinecomponent, franciául: Composante Maritime) Belgium haderejének egyik haderőneme. Elnevezése 1831 és 1865 között Királyi Haditengerészet volt. A tengerészeti haderőnem jelenlegi létszáma 2400 fő.

## Története

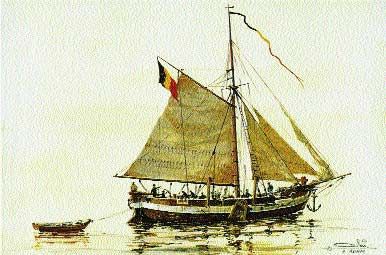
A Marine Royale egyik legelső hadihajója

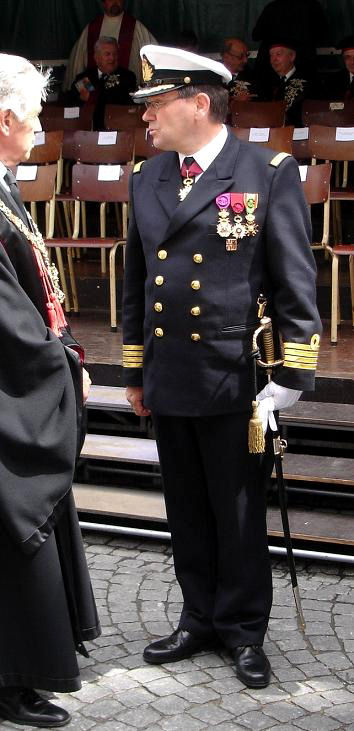
A belga haditengerészet egyik tisztje

### A kezdetek
A belga haditengerészetet 1831-ben alapították meg Királyi Haditengerészet néven (Marine Royale). Az 1830-as belga szabadságharcot követően egy holland hadiflotta blokád alá vette a Schelde folyó torkolatvidékét és ezzel gyakorlatilag megbénította Antwerpen kikötőjét. A blokád felszámolása érdekében a kongresszus elrendelte kettő darab kétárbócos brigantine felszerelését, amelyek a Congrès és a Les Quatre Journées. Miután a francia hadsereg Étienne Gérard marsall vezetésével 1832-ben visszafoglalta Antwerpen citadelláját a hollandoktól, a kikötőben zsákmányolt holland hadihajókat a belga haditengerészet szolgálatába állították. 1840-ben a kongresszus felhatalmazást adott a Louise Marie szkúner megvásárlására, majd 1845-ben a Duc de Brabant briget vették meg. 1865-ben azonban a belga kormány a haditengerészet felszámolása mellett döntött és egészen az első világháborúig Belgium nem rendelkezett haditengerészeti erőkkel.
1917-ben alakult újjá a haditengerészet "Rombolók és Matrózok Hadteste" néven. A hadtest tagjai francia hadihajókon szolgáltak, illetve a felfegyverzett belga kereskedelmi hajók személyzetét adták (pontosabban a fegyverzetet kezelték). A háborút lezáró versailles-i békeszerződések értelmében Németországtól Belgiumhoz került 11 torpedóvető és 26 aknamentesítő hajó. Hamarosan, költségvetési okok miatt, Belgium ismét felszámolta a haditengerészeti erőket, amelyet 1939-ben a második világháború előestéjén ismét újjáalakítottak, ezúttal Tengeri Hadtest néven. Az új haditengerészet alig egy évig létezett csak, amikor 1940 májusában Németország lerohanta és elfoglalta Belgiumot.
A második világháború során a belga haditengerészet tagjai, belga halászokkal és kereskedelmi tengerészekkel együtt, Angliába menekültek és a Royal Navy szolgálatába álltak, hogy folytathassák a küzdelmet a németek ellen. A nagyszámú jelentkező még azt is lehetővé tette, hogy egyes hajókat kizárólag belga személyzettel töltsenek fel. 1940 és 1946 között a Royal Navy belga szekciója két korvettet (Buttercup és Godetia), egy raj MMS aknamentesítő hajót és három járőrhajót üzemeltetett (Phrontis, Electra és Kernot). 1946-ban a britek a belga kormánynak adományozták ezeket a hajókat, amelyek az újjáalakított belga haditengerészet magját alkották.

### Napjainkban
A hidegháborús fenyegetés enyhülésével a belga kormány nekilátott a fegyveres erők átszervezésének, hogy azok megfeleljenek a megváltozott kihívásoknak. Ezzel együtt a fegyveres erők költségvetését megnyirbálták, és a költségvetési megszorítások miatt a haditengerészet leselejtezett egy Wielingen-osztályú fregattot és eladott három Tripartite-osztályú aknamentesítőt Franciaországnak. 2002-ben a kormány elhatározta, hogy a fegyveres erőket egységes parancsnokság alá vonja, ami az önálló haditengerészeti fegyvernem megszűnését és a jelenlegi tengeri komponens, a "COMOPSNAV" megalakulását jelentette.
2005. július 20-án a kormány úgy döntött, hogy a Wielingen-osztály két megmaradt fregattjának (Wielingen és Westdiep) felváltására két holland gyártmányú M osztályú fregattot vásárol, míg a jelenlegi fregattokat pedig Bulgáriának ajánlották fel megvásárlásra. 2005. december 21-én Hollandiával megkötötték a szerződést, amelynek értelmében a Karel Doorman (F827) és a Willem Van Der Zaan (F829) fregattokat eladja Belgiumnak. A két hajót összesen 250 millió euroért értékesítették. A két M osztályú hajó 2007–2008-ban állt szolgálatba és ekkor az első belga királyi pár után nevük Leopold I és Louise-Marie lett.
2005 októberében a belga kormány ünnepélyesen átadta az egyik Wielingen-osztályú fregattot, a Wandelaar-t a bolgár kormánynak, amely Drăzki néven állította szolgálatba a hajót. A bolgár kormány várhatóan megveszi a másik Wielingen-osztályú fregattot is, valamint egy aknamentesítő hajót.
A haditengerészet jelenlegi parancsnoka Jean-Paul Robyns tengernagy.

## Hadműveletek 1945 után
- 1950–1954 : Belga és luxemburgi önkéntesek szállítása a koreai háborúba
- 1954 : A belga expedíciós hadtest visszaszállítása Koreából
- 1960 : Belga Kongó függetlenségének kikiáltása, szinte az összes ott állomásozó hajó elveszett
- 1968 : Nemzetközi aknamentesítési gyakorlat Belgium Franciaország, Németország és az Egyesült Királyság hajóinak részvételével
- 1987–1988 : Octopus és Calendar hadműveletek az irak–iráni háború során
- 1990–1991 : Southern Breeze hadművelet: Irak megszállja Kuwaitot
- 1992–1994 : Equator Kiss hadművelet: Szomália partjainál humanitárius segélyt szállítók hajók védelme
- 1992–1994 : részvétel a délszláv háborúk során végrehajtott ENSZ és NATO hadműveletekben
- 1995–1996 : Southern Breeze II: Irak blokádja
- 1998 : Southern Breeze III: Irak blokádja
- 1998 : Open Spirit: Balti-tengeri gyakorlat
- 1999 : MCM Adriai-tengeri blokád és Allied Force hadművelet
- 1999 & 2000 : MCOPLAT gyakorlat a Balti-tengeren
- 2003 : West Shark: kábítószercsempészet-ellenes hadművelet a Karib-tengeren
- 2004 : Active Endeavour hadművelet: a Földközi-tengeren végrehajtott járőrözés

## Részvétele nemzetközi egységekben
- Standing Nato Response Force Maritime Group 1 (SNMG1), a NATO állandó többnemzetiségű flottaegysége, amelybe 6 hónapos szolgálati időre osztják be az egyes nemzetek hajóit.
- Standing NATO Mine Counter Measure Group 1 (SNMCMG1), a NATO többnemzetiségű aknamentesítő flottaegysége, amely 7 aknaszedőből és egy parancsnoki hajóból áll.
- Standing NATO Response Force Mine Counter Measure Group 2 (SNMCMG2), a NATO gyorsreagálású többnemzetiségű aknamentesítő flottaegysége
- EGUERMIN - Belgium és Hollandia közös haditengerészeti aknamentesítési akadémiája Oostende városában
- Mine countermeasure vessels Operational Sea Training (MOST) - Belgium, Hollandia, az Egyesült Királyság és Franciaország részvételével kialakított aknamentesítési kiképzési program.

## A haditengerészet parancsnokai
A tengerészeti erőknek jelenleg hat magas rangú tisztje van, akik saját zászlóval rendelkeznek:
- Pierre Warnauts altengernagy, jelenleg a királyi udvar protokollfőnöke
- Michel Hellemans altengernagy, a belga fegyveres erők egyesített törzskarának helyettes törzsfőnöke (hírszerzés és biztonság)
- Jacques Rosiers mérnök ellentengernagy, II. Albert belga király szárnysegédje, a stratégiáért felelős helyettes törzsfőnök, az EU és a NATO felé megbízott politikai képviselő és Nemzeti Fegyverzeti Igazgató
- Marc Ectors ellentengernagy, hadműveleti és kiképzési igazgató a honvédelmi minisztériumban
- Jean-Paul Robyns ellentengernagy, a király szárnysegédje és a haditengerészet parancsnoka
- Willy Temmerman flottatengernagy, katonai attasé Washingtonban

## Jelenlegi hajók

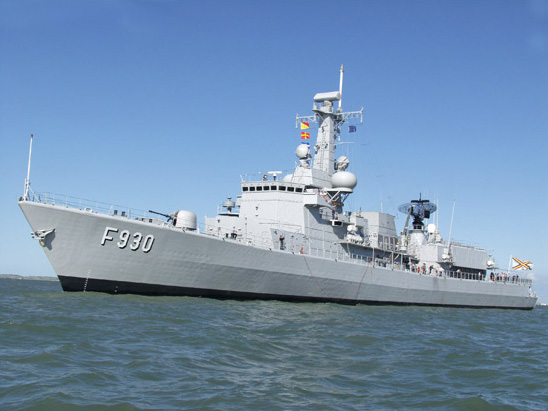
ex-HNLMS Karel Doorman, jelenleg F930 Leopold I

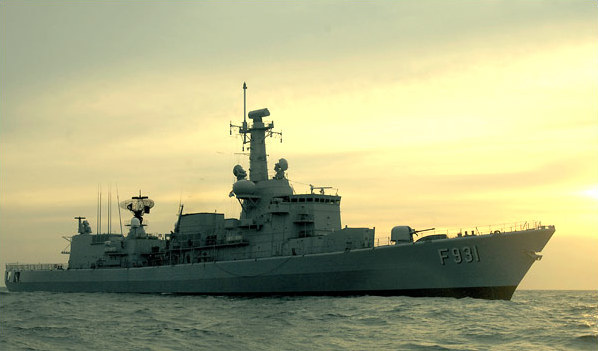
ex-HNLMS Willem van der Zaan, jelenleg F931 Louise-Marie

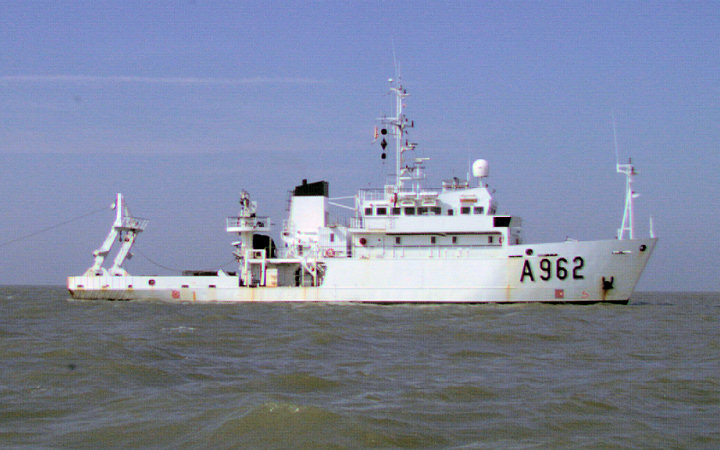
A962 Belgica
A képet készítette: Hans Hillewaert

### Karel Doorman-osztályúfregattok
- F930 Leopold I (korábban holland Karel Doorman)
- F931 Louise-Marie (korábban holland Willem van der Zaan)

### Tripartite-osztályúaknakeresők
- M915 Aster
- M916 Bellis
- M917 Crocus
- M921 Lobelia
- M923 Narcis
- M924 Primula

### Támogató hajók
- A960 Godetia, szállítóhajó
- A950 Valcke, szállítóhajó
- A962 Belgica, oceanográfiai hajó
- A963 Stern, szállítóhajó
- A996 Albatros, szállítóhajó
- A997 Spin tolatóhajó

### Járőrhajók
- P902 Liberation, 1954-ben épített folyami járőrhajó, manapság a nyári hónapokban rendezvényeken használják

### Egyéb hajók
- A958 Zenobe Gramme, vitorlás iskolahajó
- A995 Spich (2003–)
- A998 Werl (2003–)
- A983 Quatuor (2006–), királyi jacht

## Korábbi hajók

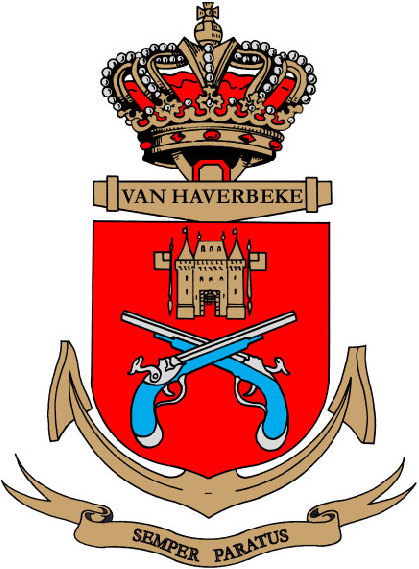
Az M902 Van Haverbeke címere

Az alábbi hajók szolgáltak a belga haditengerészet kötelékében 1945 óta:
- Wielingen-osztályú fregattok
  - F910 Wielingen (2007 nyarán leszerelték és eladták Bulgáriának)
  - F911 Westdiep (2007. október 5-én leselejtezték és eladták Bulgáriának)
  - F912 Wandelaar (2005-ben leszerelték és eladták Bulgáriának)
  - F913 Westhinder (1993-ban leszerelték és leselejtezték)
- Tripartite-osztályú aknamentesítők
  - M918 Dianthus (1993-ban eladták Franciaországnak)
  - M919 Fuchsia (1993-ban eladták Franciaországnak)
  - M920 Iris (1993-ban eladták Franciaországnak)
  - M922 Myosotis (2007-ben eladták Bulgáriának)
- Algerine-osztályú aknaszedő
  - M900 Adrien de Gerlache (ex HMS Liberty, 1949-ben állt szolgálatban és 1969-ben selejtezték le)
  - M901 Georges Lecointe (i) (ex HMS Cadmus, 1950-ben állt szolgálatban és 1959-ben selejtezték le)
  - M901 Georges Lecointe (ii) (ex HMCS Wallaceburg, 1959-ben állt szolgálatban és 1969-ben selejtezték le)
  - M902 Van Haverbeke (i) (ex HMS Ready, 1951-ben állt szolgálatban és 1960-ban selejtezték le)
  - M903 Dufour (i) (ex HMS Fancy 1951-ben állt szolgálatban és 1959-ben selejtezték le)
  - M903 Dufour (ii) (ex HMCS Winnipeg 1959-ben állt szolgálatban és 1966-ban selejtezték le)
  - M904 De Brouwer (i) (ex HMS Spanker 1953-ban állt szolgálatban és 1966-ban selejtezték le)
  - M905 De Moor (ex HMS Rosario 1953-ban állt szolgálatban és 1966-ban selejtezték le)
- MSO osztályú aknaszedő
  - M902 Van Haverbeke (ii) (ex USN MSO522 1960-ban állt szolgálatban)
  - M903 Dufour (ex USN AM498 - ex USN MSO522 - ex Norwegian Navy M951 Lagen - 1966-ban állt szolgálatban és 1985-ben selejtezték le)
  - M904 Debrouwer (ex USN AM499 - ex USN MSO499 - ex Norwegian Navy M952 Namsen - 1966-ban állt szolgálatban és 1993-ban selejtezték le)
  - M906 Breydel (ex USN AM504, ex USN MSO504, 1956-ban állt szolgálatban és 1993-ban selejtezték le)
  - M907 Artevelde (ex USN AM503, ex USN MSO503, 1955-ben állt szolgálatban és 1985-ben selejtezték le)
  - M908 Truffaut (ex USN AM515, ex USN MSO515, 1956-ban állt szolgálatban és 1993-ban selejtezték le)
  - M909 Bovesse (ex USN AM516, ex USN MSO516, 1957-ben állt szolgálatban és 1993-ban selejtezték le)
  - Pico (ex USN AM497 - ex USN MSO497 - ex Portuguse Navy M418 Pico - 1974-ben tartaléknak szerezték be, soha nem állt szolgálatba)
- MSC osztályú aknaszedő
  - M910 Diest (1969-ben Tajvannak eladták)
  - M911 Eeklo (1969-ben Tajvannak eladták)
  - M912 Lier (1969-ben Tajvannak eladták)
  - M913 Maaseik (1969-ben Tajvannak eladták)
  - M914 Roeselare (1966-ban Norvégiának eladták)
  - M915 Arlon (1966-ban Norvégiának eladták)
  - M916 Bastogne (1966-ban Norvégiának eladták)
  - M917 Charleroi (1969-ben Tajvannak eladták)
  - M918 Sint-Niklaas (1969-ben Tajvannak eladták)
  - M919 Sint-Truiden (1969-ben Görögországnak eladták)
  - M920 Diksmuide (1969-ben Tajvannak eladták)
  - M921 Herve (1969-ben Görögországnak eladták)
  - M922 Malmedy (1969-ben Görögországnak eladták)
  - M923 Blankenberge (1969-ben Görögországnak eladták)
  - M924 Laroche (1969-ben Görögországnak eladták)
  - M926 Mechelen (leszerelték és kutatóhajónak alakították át)
  - M927 Spa (leszerelték és A963 sorszámmal lőszerszállító hajónak alakították át)
  - M928 Stavelot (1987-ben leszerelték)
  - M929 Heist (1992-ben leszerelték)
  - M930 Rochefort (1992-ben leszerelték)
  - M931 Knokke (1976-ban leszerelték)
  - M932 Nieuwpoort (1991-ben leszerelték)
  - M933 Koksijde (1991-ben leszerelték)
  - M934 Verviers (ex USN MSC259 - 1972-ben aknamentesítővé alakították, 1988-ban leszerelték)
  - M935 Veurne (ex USN MSC260 - 1972-ben aknamentesítővé alakították, 1987-ben leszerelték)
- MSI osztályú belvízi aknaszedő
  - M470 Temse (1970-ben Dél-Koreának eladták)
  - M471 Hasselt (1993-ban átadták a haditengerészeti akadémiának)
  - M472 Kortrijk (1989-ben leszerelték)
  - M473 Lokeren (1987-ben leszerelték)
  - M474 Turnhout (1991-ben leszerelték)
  - M475 Tongeren (1991-ben leszerelték)
  - M476 Merksem (1992-ben leszerelték)
  - M477 Oudenaarde (1989-ben leszerelték)
  - M478 Herstal (1991-ben leszerelték)
  - M479 Huy (1990-ben leszerelték)
  - M480 Seraing (1990-ben leszerelték)
  - M481 Tournai (1970-ben Dél-Koreának eladták)
  - M482 Visé (1991-ben leszerelték)
  - M483 Ougrée (1992-ben leszerelték; jelenleg magántulajdonban a Medway folyón hajózik, a kenti Chatham közelében (2007))
  - M484 Dinant (1992-ben leszerelték)
  - M485 Andenne (1991-ben leszerelték)
- 105 osztályú motoros aknaszedő
  - M940 (1954-ben leszerelték)
  - M941 (1954-ben leszerelték)
  - M942 (1954-ben leszerelték)
  - M943 (1954-ben leszerelték)
  - M944 (1954-ben leszerelték)
  - M945 (1954-ben leszerelték)
  - M946 (1954-ben leszerelték)
  - M947 (1954-ben leszerelték)
- Folyami járőrhajók
  - P900 Ijzer
  - P901 Leie
  - P903 Meuse
  - P904 Sambre
  - P905 Schelde
  - P906 Semois
  - P907 Rupel
  - P908 Ourthe
- Kisegítő hajók
  - A907 Kamina (1967-ben leszerelték)
  - A951 Hommel
  - A952 Wesp (1984-ben leszerelték)
  - A952 Bij
  - A954 Zeemeeuw
  - A955 Eupen (1966-ban leszerelték)
  - A956 Krekel (1986-ban leszerelték)
  - A959 Mier (1984-ben leszerelték)
  - A961 Zinnia
  - A963 Spa (1993-ban leszerelték)
  - A998 Ekster
- Folyami bárkák
  - FN1 (1960-ban Kongóban maradt)
  - FN2 (1960-ban Kongóban maradt)
  - FN3 (1960-ban Kongóban maradt)
  - FN4 1982)
  - FN5 (1982-ben leszerelték)
  - FN6 (1982-ben leszerelték)

## Fordítás
- Ez a szócikk részben vagy egészben  a   Belgian Naval Component című angol Wikipédia-szócikk fordításán alapul.  Az eredeti cikk szerkesztőit annak laptörténete sorolja fel. Ez a jelzés csupán a megfogalmazás eredetét és a szerzői jogokat jelzi, nem szolgál a cikkben szereplő információk forrásmegjelöléseként.